# Třinecký seniorát SCEAV
Třinecký seniorát je seniorát Slezské církve evangelické augsburského vyznání, zahrnuje 4 evangelické sbory na území města Třince.

## Představitelé seniorátu

### Senioři
- Bohdan Taska (1998–2023)
- Jiří Chodura (od r. 2023)

### Seniorátní kurátoři
- Jan Kocyan (?–2006)
- Miroslav Tyrlík (2006–2015) [†2023]
- Miroslav Hlavenka (2015–2019)
- Rostislav Kisza (2019–2023)
- Stanislav Hracki (od r. 2023)